# Hvorfor stjæler barnet?
Hvorfor stjæler barnet? er en dansk dokumentarfilm fra 1955, der er instrueret af Annelise Hovmand efter manuskript af Finn Methling.

## Handling
Filmen fortæller forhistorierne til fire børns småtyverier. Den viser, at der bag børns handlinger ligger oplevelser eller tankeslutninger, der langt fra er forbryderiske, og at problemerne i barnets verden ofte er meget mere sammensatte, end de voksne tænker sig. Næsten alle børn "stjæler" nu og da. De fire tyverier er skildret med det formål at give virkelighedsstof til en drøftelse af problemet i forbindelse med foredrag, i samtalekredse eller studiekredse, overalt hvor pædagogiske og psykologiske spørgsmål undersøges og drøftes.